# Tere Velázquez
Pour les articles homonymes, voir Velázquez.
Tere Velázquez, née le 8 mars 1940 à Mexico et morte le 7 janvier 1998 dans la même ville, est une mannequin et une actrice de cinéma, de télévision et de théâtre mexicaine.
Sœur de sa consœur Lorena Velázquez (es), sa célébrité l'a amenée à travailler dans une grande partie de l'Amérique latine, de l'Espagne et de l'Italie. Les années 1960 sont celles de sa plus grande percée en tant qu'actrice. Dans les années 1970, elle accepte également de tourner plusieurs films de catcheurs, avec des héros du genre Blue Demon, El Santo et quelques autres, après avoir vu le succès de sa sœur Lorena dans ces films, ce dont elle se moquait initialement, mais qui finit par la convaincre.
L'ayant croisée lorsqu'elle étudiait à Saint-Germain-des-prés, l'écrivain français Jean-Paul Sartre parlait d'elle comme de la femme la plus insupportablement féminine.

## Biographie

### Jeunesse
María de los Ángeles Teresa de Jesús Villar Dondé, de son vrai nom Teresa, est née le 8 mars 1940 à Mexico, fille d'Eduardo Villar Andrade et d'Elda Dondé, qui ont divorcé et sa mère se remaria, cette fois avec l'acteur Víctor Velázquez, dont elle et sa sœur prirent le nom de famille lorsqu'elles entrèrent dans le monde du cinéma. À l'âge de 12 ans, elle s'inscrit dans une école de théâtre et à l'Académie de danse. Deux ans plus tôt, elle a étudié à San Francisco, en Californie, où elle a appris à parler anglais. Elle se lance officiellement dans la comédie, d'abord au théâtre, où elle débute dans les pièces Semilla en el aire (1956) et La quinceañera impaciente.

### Débuts
En 1957, elle a eu sa première opportunité au cinéma, où sa sœur commençait déjà à être connue, dans le film dans lequel les comédiens Viruta (es) et Capulina, qui étaient déjà très célèbres à la télévision, ont également fait leurs débuts officiels : La sombra del otro. Ce film l'a propulsée dans une certaine célébrité, à tel point qu'elle a pu ensuite jouer aux côtés de comédiens confirmés, notamment dans Piernas de oro (1957) avec Clavillazo (es), Tres lecciones de amor (1959) avec Germán Valdés dit « Tin Tan » et Sube y baja (1959) avec Cantinflas.

### Son premier film à succès
Son premier grand succès au cinéma arrive en 1960 avec le film qui va la cataloguer dans les personnages qu'elle incarnera souvent au cours de sa carrière, à savoir une femme frivole et capricieuse : Quinceañera, aux côtés de Martha Mijares (es) et de Maricruz Olivier (es). La même année, elle travaille avec les grandes divas Dolores del Río et Libertad Lamarque dans El pecado de una madre. 1961 sera une grande année pour Tere, tout d'abord elle prendra la place de Rosita Quintana et Germán Valdés dit « Tin Tan », elle fera de même avec Pedro Infante dans la comédie Suicídate mi amor, qui sera l'un des films qu'Infante ne pourra jamais tourner après sa mort soudaine, puis elle jouera aux côtés de l'acteur espagnol Francisco Rabal dans Azahares rojos et sa beauté attirera l'attention en Europe après l'exposition de Los jóvenes de Luis Alcoriza à la Berlinale. En 1962, elle se rend en Espagne pour tourner avec sa sœur Lorena Le Rapt des Sabines, avec une distribution comprenant Lex Johnson, et tourne plusieurs films en Espagne.

### Vie privée et mariages
En tant que célibataire, elle a vécu deux histoires d'amour importantes : l'une avec Emilio Azcárraga Milmo (es) et l'autre avec l'acteur Enrique Rocha (es). En 1963, elle épouse l'acteur vénézuélien Espartaco Santoni (es), rencontré lors de son séjour en Espagne, avec lequel elle a deux enfants : Espartaco et Paola Santoni, qui est actuellement actrice et présentatrice. Leur mariage se brise rapidement et ils divorcent finalement en 1974. Elle se marie en secondes noces avec l'acteur, producteur et scénariste espagnol Carlos Vasallo (es).

### Autres activités artistiques
Parallèlement à sa carrière cinématographique, Tere a enregistré un album et écrit une autobiographie. À la télévision, elle a participé à différents projets, dont le plus couronné de succès est Sueña conmigo, Donaji (1967). Ses derniers projets ont été le téléfilm Juan Nadie (1990) avec Mario Almada et la série télévisée Los hijos de nadie (1996).

## Maladie et décès
Tere Velázquez est un exemple des actrices qui ont dû abandonner leur carrière à cause de la maladie qui l'a emportée le 7 janvier 1998. Selon sa sœur, l'actrice Lorena Velázquez, Teresa est décédée à la suite d'une erreur de diagnostic médical. Lors d'une conversation avec Gustavo Adolfo Infante dans l'émission El minuto que cambió mi destino, elle a déclaré que le médecin qui avait soigné la diva du cinéma lui avait diagnostiqué des hémorroïdes, alors qu'elle souffrait en réalité d'un cancer du côlon.
Selon l'actrice, après l'opération de sa sœur, le cancer s'est métastasé, entraînant la mort de Tere Velázquez en un peu plus d'un an. Tere Velázquez est décédée le 7 janvier 1998 à Mexico,.

## Filmographie
- 1957 : Piernas de oro : Teresa
- 1957 : La sombra del otro : Alejandra
- 1958 : El supermacho :  Alicia Riverol
- 1958 : Quinceañera : Leonor
- 1959 : De haut en bas (es) (Sube y baja) de Miguel M. Delgado : Lucy Doré
- 1959 : El regreso del monstruo de Joselito Rodríguez : Teresita Morántes
- 1960 : Suicídate mi amor : Lucero Molina
- 1961 : Los jóvenes de Luis Alcoriza : Olga
- 1962 : Le Rapt des Sabines (El rapto de las sabinas) : Rhea (coproduction avec l'Espagne)
- 1962 : Una joven de 16 años : La Beba
- 1962 : Si yo fuera millonario : Diana
- 1963 : Le Castillan (El valle de las espadas) de Javier Setó : Sancha de Navarra
- 1964 : Me ha gustado un hombre : Ángela Palacios (coproduction avec le Guatemala et le Venezuela)
- 1965 : Serenata en noche de luna : Silvia
- 1966 : Amor en las nubes : Tere Zeceña (coproduction avec le Guatemala)
- 1966 : Le Courageux, le traître et le sans pitié (Il coraggioso, lo spietato, il traditore) d'Ignacio Iquino et Edoardo Mulargia
- 1967 : Corazón salvaje : Aimée (coproduction avec l'Argentine et les États-Unis)
- 1969 : Departamento de soltero : Berta Sandoval
- 1970 : Chair de femmes pour chats affamés (La noche de los mil gatos) de René Cardona Jr. : la cazadora
- 1971 : El increíble profesor Zovek (es) : Lila
- 1971 : Peluquero de señoras : Cristina
- 1972 : Anónimo mortal : Yvette
- 1974 : La faccia violenta di New York de Jorge Darnell : Rita (coproduction avec l'Italie)
- 1975 : L'assassino è costretto ad uccidere ancora de Luigi Cozzi : Nora Mainardi (production italo-française)
- 1975 : Un amor extraño
- 1975 : Noche de muerte
- 1975 : La mafia amarilla
- 1977 : La banda del polvo maldito
- 1977 : Ellas los prefieren... locas
- 1977 : La mujer es un buen negocio : Lucía
- 1979 : Para usted jefa
- 1979 : Semana santa en Acapulco
- 1982 : Toña, nacida virgen
- 1985 : Cuando corrió el alazán
- 1986 : El exterminador nocturno
- 1988 : Ladrón
- 1989 : Juan Nadie
- 1989 : Rosa de dos aromas